# لیگ برتر فوتبال جزایر فارو
 لیگ برتر فوتبال جزایر فارو  (به فاروئی: Føroyskir fótbóltsmeistarar)، افودیلدین یا بتری دیلدین، معتبرترین لیگ فوتبال در کشور جزایر فارو است که از سال ۱۹۴۲ تاکنون برگزار می‌شود. این لیگ از ۱۰ تیم که از سراسر کشور جزایر فارو در آن شرکت می‌کنند، برگزار می‌شود.
لیگ برتر جزایر فارو، معروف به افودیلدین، شامل ۱۰ تیم می‌شود و هر تیم سه بار با هر تیم دیگر بازی می‌کند - یک مرتبه در خانه و دو بار در زمین حریف یا برعکس، وابسته به قرعه‌کشی. این فرمت منجر به بیست‌وهفت بازی برای هر تیم در طول فصل می‌شود، که معمولاً از ماه مارس تا اکتبر برگزار می‌شوند. تیم قهرمان به مرحله‌ی پلی‌آف لیگ قهرمانان اروپا راه می‌یابد، و تیم‌های دوم و سوم می‌توانند به لیگ اروپا یا لیگ کنفرانس اروپا بروند. دو تیم آخر نیز به دسته اول (1. deild) سقوط می‌کنند.
باشگاه فوتبال هاونر بولتفلاگ تورشه‌اون با ۲۴ قهرمانی پرافتخارترین تیم این سری مسابقات به حساب می‌آید. 
در فصل ۲۰۲۵ از بتری دیلدین، تیم‌های ویکینگور، کی‌آی کلاکسویک، اچ‌بی تورشه‌اون،‌ ان‌اس‌آی روناویک،‌ بی۳۶ تورشه‌اون ۰۷ وستور،‌ ای‌بی/اشتریمور،‌ بی۶۸ توفتیر،‌ تی‌بی تِوُرُیری و اف‌سی سودوروی ده تیم شرکت‌کننده در این لیگ هستند.